# دوماشوف و شترنبرکا
دوماشوف و شترنبرکا (به چکی: Domašov u Šternberka) یک منطقهٔ مسکونی در جمهوری چک است که در ناحیه اولومووتس واقع شده‌است. دوماشوف و شترنبرکا ۱۱٫۷۴ کیلومتر مربع مساحت و ۲۹۲ نفر جمعیت دارد و ۴۳۷ متر بالاتر از سطح دریا واقع شده‌است.